# اکتاویو ختینو
اکتاویو ختینو (اسپانیایی: Octavio Getino‎ زاده ۶ اوت ۱۹۳۵ – درگذشته ۱ اکتبر ۲۰۱۲) کارگردان فیلم و نویسنده اهل آرژانتین بود.
وی در ۶ اوت ۱۹۳۵ در لئون، اسپانیا به دنیا آمد و در ۱ اکتبر ۲۰۱۲ در سن ۷۷ سالگی بر اثر بیماری سرطان درگذشت.